# Humanum genus
Humanum genus, en español, Género humano, es la decimocuarta encíclica de León XIII, promulgada el 20 de abril de 1884. En ella incluye una condena a la masonería y a los principios ideológicos en que se apoya; especialmente, del naturalismo, y su entendimiento de  la soberanía popular y de la separación de la iglesia y el estado .

## Contexto histórico

### Circunstancias del momento histórico
Tras la retirada francesa de su guarnición militar en Roma, en previsión de la guerra franco-prusiana, tuvo lugar la toma de Roma en 1870, una batalla importante dentro del largo proceso de unificación italiana conocida como el Risorgimento. Este hecho supuso, además la derrota militar, el final. de los Estados Pontificios cuyo territorio quedó incorporado al Reino de Italia. Esta unificación de la península italiana por el rey Víctor Emmanuel II de la Casa de Saboya puso fin al reinado temporal de aproximadamente 1.116 años (754 a 1870 dC) de los Estados Pontificios por parte del papado .
Humanum genus hace notar el especial peligro que ese momento presenta para los católicos, ya que los "partidarios del mal" son ahora mucho menos reservados, como lo demuestra la nueva apertura de la masonería La francmasonería había sido condenada por papas anteriores por ser contraria a la doctrina católica, pero según Humanum genus, la naturaleza de la francmasonería estaba cambiando a medida que los francmasones se mostraban más abiertos en la sociedad, con sus prácticas y su pensamiento.
Aunque la encíclica no hace referencia a las actividades de los masones en otros países, es razonable considerar que en la publicación de la encíclica incide la legislación sobre la enseñanza promovida en Francia por Jules Ferry, un francmasón que fue ministro de educación y presidente del consejo de ministros de la república francesa durante aquellos años.
Humanum genus condenó específicamente ciertas actitudes y prácticas de los masones, entre ellas: la indiferencia religiosa; la promoción de la educación pública negando  el papel de la Iglesia y donde "la educación de la juventud estará exclusivamente en manos de los laicos";  la afirmación de que el pueblo es la única fuente de soberanía, y que quienes gobiernan no tienen autoridad sino por encargo y concesión del pueblo. 
La Santa Sede había prohibido a los católicos convertirse en masones desde 1738 con la emisión de la bula del Papa Clemente XII In eminenti apostolatus,

### Antecedentes doctrinales
Varios papas, antes de León XIII, habían abordado los problemas que suponía la masonería para la Iglesia, y habían declarado que los principios de esa sociedad secreta eran incompatibles con las enseñanzas de la Iglesia. Entre ellos destacan:
- Clemente XII – In eminenti apostolatus, bula papal de 1738
- Benedicto XIV – Providas Romanorum, una constitución apostólica en 1751
- Pío VII - Ecclesiam a Jesu Christo, una constitución apostólica en 1821
- León XII - Quo graviora (1826), una constitución apostólica
- Pío VIII – Traditi humilitati, una encíclica de 1829
- Gregorio XVI – Mirari vos, una encíclica de 1832
- Pío IX - Qui pluribus, una encíclica de 1846

La denuncia de León XIII de la masonería en Humanum genus puede verse como una llamada a los católicos a oponerse a ella, especialmente en el contexto de su juicio del socialismo (Quod apostolici muneris ), su defensa del matrimonio cristiano (Arcanum) y sus ideas sobre el origen y fundamento del poder civil (Diuturnum illud).

## Contenido de la encíclica
Humanum Genus, posteaquam a creatore, munerumque caelestium largitore Deo, invidia Diaboli, miserrime defecit, in partes duas diversas adversasque discessit; quarum altera assidue pro veritate et virtute propugnat, altera pro iis, quae virtuti sunt veritatique contraria.
El humano linaje, después que, por envidia del demonio, para su mayor desgracia, quedó separado de Dios, creador y dador de los bienes celestiales, y dividido en dos bandos diversos y adversarios: uno de ellos combate asiduamente por la verdad y la virtud, y el otro por todo cuanto es contrario a la virtud y a la verdad.

Con estas palabras la encíclica se inicia con la presentación de la dicotomía agustiniana de las dos ciudades, la Ciudad del Hombre y la Ciudad de Dios. Una ciudad es el reino de Dios en la tierra, es decir, la verdadera Iglesia de Jesucristo; la otra, el reino de Satanás"

### El papel de la masonería
Este reino del mal es en estos tiempos "guiado o asistido" por la francmasonería:

En el decurso de los siglos, las dos ciudades han luchado, la una contra la otra, con armas tan distintas como los métodos, aunque no siempre con igual ímpetu y ardor. En nuestros días, todos los que favorecen la peor parte parecen conspirar a una y pelear con la mayor vehemencia, bajo la guía y auxilio de la sociedad que llaman de los Masones, por doquier dilatada y firmemente constituida. Sin disimular ya sus intentos, con la mayor audacia se revuelven contra la majestad de Dios, maquinan abiertamente y en público la ruina de la Santa Iglesia, y esto con el propósito de despojar, si pudiesen, enteramente a los pueblos cristianos de los beneficios conquistados por Jesucristo, nuestro Salvador.

El papa recuerda cómo, ya desde 1738, sus antecesores han avisado del peligro que para la fe supone la masonería, y no solo para la religión, sino también para el Estado. 

### Organización secreta
Debido al secreto de su funcionamiento, la utilización de símbolos y ritos, esconde de algún modo sus verdaderos fines. Por esto, aunque los masones individualmente pueden ser personas decentes, esos mismos individuos serán inducidos a cometer actos malvados a través de su participación en la masonería, pues el fuerte control disciplinario que ejerce sobre sus miembros, los somete a una verdadera esclavitud.

### Naturalismo
Humanum genus describe la doctrina fundamental de la masonería como naturalismo, afirmando que esto conduce al deísmo y al gnosticismo . Se considera que esto impulsaba a los francmasones hacia un choque fundamental con las enseñanzas de la Iglesia, especialmente a la luz del apoyo de los francmasones a una absoluta separación de la iglesia y el estado, de modo que los estados deberían constituirse ignorando totalmente las enseñanzas y preceptos de la Iglesia. 

### Enemistad hacia la Santa Sede y el Papa
Su rechazo de la religión no les lleva a exigir a sus adeptos que abjuren de la fe católica; más bien, obviar esta contradicción de su pensamiento con la fe católica, les sirve para sus fines, que no son otros que oponerse a la autoridad del papa.

Primero, porque éste es el camino de engañar fácilmente a los sencillos e incautos y de atraer a muchos más; y después, porque, abriendo los brazos a cualesquiera y de cualquier religión, consiguen persuadir de hecho el grande error de estos tiempos, a saber, el indiferentismo religioso y la igualdad de todos los cultos

### Negación de los fundamentos de la fe y la sociedad
La masonería defiende y practica una total indiferencia hacia la religión, y aún hacia la misma existencia de Dios; y cuando se le acepta no se le reconoce como Creador, ni la providencia divina. Destruidos esos principios, falta todo fundamento para juzgar qué es lo justo y lo injusto. Sobre esa ausencia de fundamentos sólidos, proponen una educación de la juventud laica, independiente y libre; es decir, que excluya toda idea religiosa.
La encíclica destaca la contradicción existente entre la idea del pecado original en la enseñanza católica y el enfoque liberal de la masonería y el naturalismo:

la naturaleza humana fue manchada por el pecado original, y por lo tanto está más dispuesta al vicio que a la virtud. Para una vida virtuosa es absolutamente necesario refrenar los movimientos desordenados del alma y hacer que las pasiones obedezcan a la razón. En este conflicto muchas veces es necesario despreciar las cosas humanas, y es necesario sufrir los mayores trabajos y fatigas, para que la razón domine siempre. Pero los naturalistas y masones, no teniendo fe en las cosas que hemos aprendido por la revelación de Dios, niegan que nuestros primeros padres pecaron, y en consecuencia piensan que el libre albedrío no está en absoluto debilitado e inclinado al mal. Por el contrario, exagerando más bien el poder y la excelencia de la naturaleza, y colocando sólo en ella el principio y la regla de la justicia, ni siquiera pueden imaginar que haya necesidad alguna de una lucha constante y una firmeza perfecta para vencer la violencia y la regla. de nuestras pasiones.

Según defiende la masonería, el matrimonio sería un mero contrato y, como tal, rescindible a voluntad de los contrayentes. Coherente con ese concepto del matrimonio, nada hay que enseñar a los hijos en materia de religión, pues será al llegar a la adolescencia cuando cada uno podrá escoger a su gusto.

### Consecuencias políticas
Todo este pensamiento tiene su reflejo en la política, así la idea de que la soberanía popular es la fuente de todos los derechos y que el hombre no debe someterse a ninguna otra autoridad que no sea él mismo:

Luego vienen sus doctrinas de la política, en las que los naturalistas establecen que todos los hombres tienen el mismo derecho, y son en todo respecto de igual y similar condición; que cada uno es naturalmente libre; que nadie tiene derecho a mandar a otro; que es un acto de violencia exigir a los hombres que obedezcan otra autoridad que la que se obtiene de ellos mismos.

De este modo, la fuente de todos los derechos y deberes proviene del gobierno de la nación, organizado según los principios masónicos, y por supuesto ateo.

### Peligros y remedios
Analizados y juzgados los principios del pensamiento y actividad de los masones, la encíclica hace un recopilación de los errores y peligros que supone; y pasa luego a exponer los remedios. En primer lugar, exhorta a los obispos para que se instruya a los fieles con esmero en las verdades de la fe. Contando no solo con el clero, sino también con los laicos y, en este sentido el papa renueva su deseo de que se fomente y propague la Orden Tercera de San Francisco; interesa también reavivar los antiguos gremios y cofradías de trabajadores, pues desde estas asociaciones podrán defender sus derechos, sin caer en la seducción de las sectas. También la Sociedad de san Vicente de Paul, tiene un papel en esta tarea, al facilitar el ejercicio de la caridad cristiana con los más desfavorecidos.
Por último, es necesario atender con el mayor desvelo la educación de la juventud, y para ello exhortar a los padres de familia, a los directores espirituales y a los párrocos para que, al enseñar la doctrina cristiana, sepan prevenir a sus hijos y alumnos de la perversidad de estas sectas. En cualquier caso, estos esfuerzo no bastarán para erradicar este peligro, por lo que hay que implorar el auxilio de Dios, acudiendo a la Virgen Madre de Dios como intercesora y abogada.

## Condena de la masonería
El canon 2335 del Código de Derecho Canónico (1917) declara que "Quienes se unen a una secta masónica u otras sociedades del mismo género, que conspiran contra la Iglesia o contra la legítima autoridad civil, incurren ipso facto en excomunión simplemente reservada a la Santa Sede ."  
De allí que el 27 de mayo de 1917, el papa Benedicto XV promulgó Código Canónico, que reunía y actualizaba la legislación de la Iglesia. En el art. 235 de este Código se e prohibía a los católicos hacerse miembros de las organizaciones masónicas que fueran hostiles con la Iglesia Católica y con las legítimas autoridades civiles.
Todo eso dio lugar a que el cardenal Sefer, prefecto de la Sagrada Congregación de la Fe (el antiguo Santo Oficio), enviara la siguiente carta a todos los obispos del mundo, poniendo fin al conflicto de la Iglesia Católica con la Masonería:
“La Sagrada Congregación para la Doctrina de la Fe... ha establecido que el canon 2335 ya no prohíbe a un católico la calidad de ser miembro de los grupos masónicos...
“De modo que un católico que se asocie a la francmasonería será excomulgado solo si la política y las acciones de los francmasones en su área se reconocen como hostiles a la Iglesia...”.
El Código de Derecho Canónico fue actualizado en 1983, eliminando la anterior condena y excomunión explícita con el actual Canon 1374, que dice: "El que se une a una asociación que conspira contra la Iglesia, debe ser castigado con una pena justa; el que promueve o toma posesión de un cargo en tal asociación será castigado con un entredicho ”. 
El Cardenal Joseph Ratzinger, Prefecto de la Congregación para la Doctrina de la Fe bajo el papa Juan Pablo II, emitió el 26 de noviembre de 1983 la Declaración sobre las Asociaciones Masónicas, que en parte establece:

“Por lo tanto, el juicio negativo de la Iglesia con respecto a la asociación masónica permanece sin cambios, ya que sus principios siempre se han considerado irreconciliables con la doctrina de la Iglesia y, por lo tanto, la pertenencia a ellos permanece prohibida. Los fieles que se inscriben en asociaciones masónicas se encuentran en estado de pecado grave y no pueden recibir la Sagrada Comunión . . . En audiencia concedida al suscrito Cardenal Prefecto, el Sumo Pontífice Juan Pablo II aprobó y ordenó la publicación de esta Declaración que había sido acordada en reunión ordinaria de esta Sagrada Congregación”. 